# 15368 Katsuji
15368 Katsuji è un asteroide della fascia principale. Scoperto nel 1996, presenta un'orbita caratterizzata da un semiasse maggiore pari a 2,4023267 UA e da un'eccentricità di 0,1304126, inclinata di 11,37233° rispetto all'eclittica.